# ده‌نو (بافت)
ده‌نو روستایی در دهستان کیسکان بخش مرکزی شهرستان بافت استان کرمان ایران است.

## جمعیت
بر پایه سرشماری عمومی نفوس و مسکن در سال ۱۳۹۵ جمعیت این روستا کمتر از ۳ خانوار بوده‌است.